# Barytonsaxofon
Barytonsaxofon (též barytonový saxofon) je jeden z nižších nástrojů saxofonové rodiny. Na rozdíl od menších saxofonů má u hubičky vícekrát ohnutou trubici, aby nástroj nebyl příliš vysoký.
Je laděn in Es a zní o velkou tercdecimu (oktáva + velká sexta) níže než v notovém zápise; zní také o oktávu níže než altsaxofon. Přestože vydává hluboké tóny (má podobný tónový rozsah jako např. violoncello), je notován nejčastěji v houslovém klíči stejně jako všechny ostatní saxofony (existují ale i party v basovém klíči). Používá také stejný prstoklad jako ostatní saxofony, ale jako jediný z nich má často přidanou klapku umožňující hrát hluboké a (znějící jako velké c – nejhlubší tón, který se dá zahrát na violoncello).
Barytonsaxofon je nejnižším nástrojem ve většině saxofonových souborů (basový saxofon se využívá jen výjimečně). V sólové hře a v symfonických orchestrech se používá jen málo, důležitější úlohu hraje spíše v dechových orchestrech, saxofonovém kvartetu nebo big bandu.